# Сопівська сільська рада
| Сопівська сільська рада — орган місцевого самоврядування у Коломийському районі Івано-Франківської області з адміністративним центром у с. Сопів. Утворена 30 жовтня 1990 року. Ліквідована 15.11 2015 зі входженням у Печеніжинську ОТГ. Історична дата утворення: в 1990 році. Водоймища на території, підпорядкованій даній раді: річки Прут, Сопівка. Сільській раді підпорядковані населені пункти: - с. Сопів |

## Склад ради
Рада складається з 16 депутатів та голови.

### Керівний склад ради
| ПІБ                         | Основні відомості                                                 | Дата обрання | Дата звільнення |
| --------------------------- | ----------------------------------------------------------------- | ------------ | --------------- |
| Бойчук Микола Андрійович    | Сільський голова, 1952 року народження, освіта, безпартійний      | 26.03.2006   | 21.01.2007      |
| Терпигоров Олег Миколайович | Сільський голова, 1975 року народження, освіта, безпартійний      | 03.06.2007   | 31.10.2010      |
| Терпигоров Олег Миколайович | Сільський голова, 1975 року народження, освіта вища, безпартійний | 31.10.2010   |                 |

Примітка: таблиця складена за даними джерела